# Georg Landgrebe
Georg Landgrebe (* 10. Juni 1800 in Kassel; † 27. Mai 1873 ebenda) war ein deutscher Mineraloge und Chemiker.

## Leben
Landgrebe besuchte die Schulen seiner Heimatstadt und absolvierte dort das Lyceum Fridericianum. Es folgte ein Studium der Chemie, Physik und Mineralogie an der Universität Marburg. Am 26. November 1825 wurde er dort mit der Dissertation Quaedam de electro-chemismo zum Dr. phil. promoviert. Im Sommersemester 1826 habilitierte er sich an der Philosophischen Fakultät und lehrte anschließend als Privatdozent für Physik und Chemie. 1828 wurde er außerdem Mitarbeiter an der Universitätsbibliothek Marburg. Seine Versuche, an der Marburger Universität eine Professur zu erlangen, scheiterten, sodass er 1836 alle Tätigkeiten an der Universität aufgab.
Landgrebe kehrte nach Kassel zurück. Dort gründete er eine Bleiweißfabrik, die sich allerdings nicht als rentabel erwies, weshalb er sich als Privatgelehrter zurückzog.

## Werke (Auswahl)
- Quaedam de electro-chemismo, Bayerhoffer, Marburg 1825.
- Über die Pseudomorphosen im Mineralreiche und verwandte Erscheinungen, Bohne, Kassel 1841.
- Naturgeschichte der Vulcane und der damit in Verbindung stehenden Erscheinungen, 2 Bände, Perthes, Gotha 1855 (Nachdruck. Cambridge University Press, Cambridge u. a. 2011, ISBN 978-1-108-02860-8).
- Grundzüge der physikalischen Erdkunde, 3 Bände, Fleischer, Leipzig 1861–1862.
- Mineralogie der Vulcane, Luckhardt, Marburg 1870.